# コルナ・イマーニャ
コルナ・イマーニャ（イタリア語: Corna Imagna ( 音声ファイル)）は、イタリア共和国ロンバルディア州ベルガモ県にある、人口約900人の基礎自治体（コムーネ）。

## 地理

### 位置・広がり
ベルガモ県北西部、ヴァッレ・イマーニャのコムーネ。レッコから東南東へ12km、県都ベルガモから北西へ18km、州都ミラノから北東へ50kmの距離にある。

#### 隣接コムーネ
隣接するコムーネは以下の通り。
- ブレッロ
- フイピャーノ・ヴァッレ・イマーニャ
- ロカテッロ
- ロータ・ディマーニャ
- サントモボーノ・テルメ
- ヴァル・ブレンビッラ

### 地震分類
イタリアの地震リスク階級 (it) では、3 に分類される
。

## 行政

### 山岳部共同体
広域行政組織である山岳部共同体「ヴァッレ・イマーニャ山岳部共同体」  (it:Comunità montana Valle Imagna)  （事務所所在地：サントモボーノ・テルメ）を構成するコムーネである。

### 分離集落
コルナ・イマーニャには、以下の分離集落（フラツィオーネ）がある。
- Brancilione, Ca' Fantoni, Buttero, Ca' Andreane, Ca' Meschina, Ca' Nova, Cilipiano, Grumello del Becco, Malisetti, Mafineto, Ca' Berizzi, Regorda, Canito, Butella, Roncobisolo, La Corna, Finilmascher, Ca' Gavaggio, Piazzacava, Finiletti, Siva, Roncaglia, Calcinone